# Вернерсвил (Пенсилванија)
Вернерсвил (енгл. Wernersville) град је у америчкој савезној држави Пенсилванија.

## Демографија
По попису из 2010. године број становника је 2.494, што је 344 (16,0%) становника више него 2000. године.
| Група             | 2000.         | 2010.         |
| Белци             | 2.090 (97,2%) | 2.282 (91,5%) |
| Афроамериканци    | 18 (0,8%)     | 66 (2,6%)     |
| Азијати           | 5 (0,2%)      | 28 (1,1%)     |
| Хиспаноамериканци | 19 (0,9%)     | 101 (4,0%)    |
| Укупно            | 2.150         | 2.494         |